# Tim de Jong
Pour les articles homonymes, voir De Jong.
Pas d'image ? Cliquez ici

a Compétitions nationales et continentales officielles uniquement.

b Matchs officiels uniquement.
Dernière mise à jour le 17 septembre 2024.
Tim de Jong, né le 3 mars 2002 aux Pays-Bas, est un joueur international néerlandais de rugby à XV évoluant au poste de troisième ligne aile avec le Stade aurillacois en Pro D2.

## Biographie

### Jeunesse et formation
Tim de Jong est né le 3 mars 2002 aux Pays-Bas. Il commence la pratique du rugby à XV au Haagsche Rugby Club, où il se distingue rapidement dans les équipes de jeunes et fait ses débuts en équipe première à 16 ans. Il est nommé pour la récompense du jeune joueur de l'année en 2020.
En 2021, à l'âge de 17 ans, il quitte son club pour rejoindre la France et le Stade aurillacois, en catégorie Reichel espoirs. 

### Carrière professionnelle
Après plusieurs performances prometteuses dans les équipes de jeunes, il fait ses débuts professionnels en Pro D2 durant la saison 2021-2022 en entrant en jeu face au RC Vannes. 
En début d'année 2024, il est retenu par les Pays-Bas pour le Championnat d'Europe,. Il connaît ses deux premières capes contre l'Espagne et la Géorgie.
En avril 2024, il prolonge son contrat avec son club aux côtés d'autres jeunes prometteurs comme Boris Hadinegoro, Skip Jongejan, Mehdi Slamani et Dachi Papunashvili.
Durant la saison 2024-2025, il inscrit son premier essai en Pro D2 contre le FC Grenoble.

## Palmarès

### En club
- Vainqueur du Championnat de France espoirs en 2022 avec le Stade aurillacois.

### En équipe nationale
- Finaliste du Championnat d'Europe en 2022 avec l'équipe des Pays-Bas des moins de 20 ans.